# サマーズワース (ニューハンプシャー州)
サマーズワース （英: Somersworth）は、アメリカ合衆国ニューハンプシャー州ストラッフォード郡の市である。2010年国勢調査では、人口11,766 人だった。ニューハンプシャー州にある13市の中で、サマーズワースは面積最少、人口は第11位である。

## 歴史
サマーズワースは当初アイルランドのスライゴにちなんでスライゴと呼ばれており、1700年以前にドーバー市の一部として入植されていた。1729年にサマーズワースの教区として組織され、夏にはここで牧師が説教をしたので、夏の町という意味だった。1754年、ニューハンプシャー植民地総督ベニング・ウェントワースが町として分離、法人化した。1849年まではロリンズフォードの町を含んでいた。法人化のときの事務手続きミスにより町名の綴りが「Summersworth」ではなく、「Somersworth」とされた。1893年には市として法人化された。その前はグレートフォールズとも呼ばれていた。

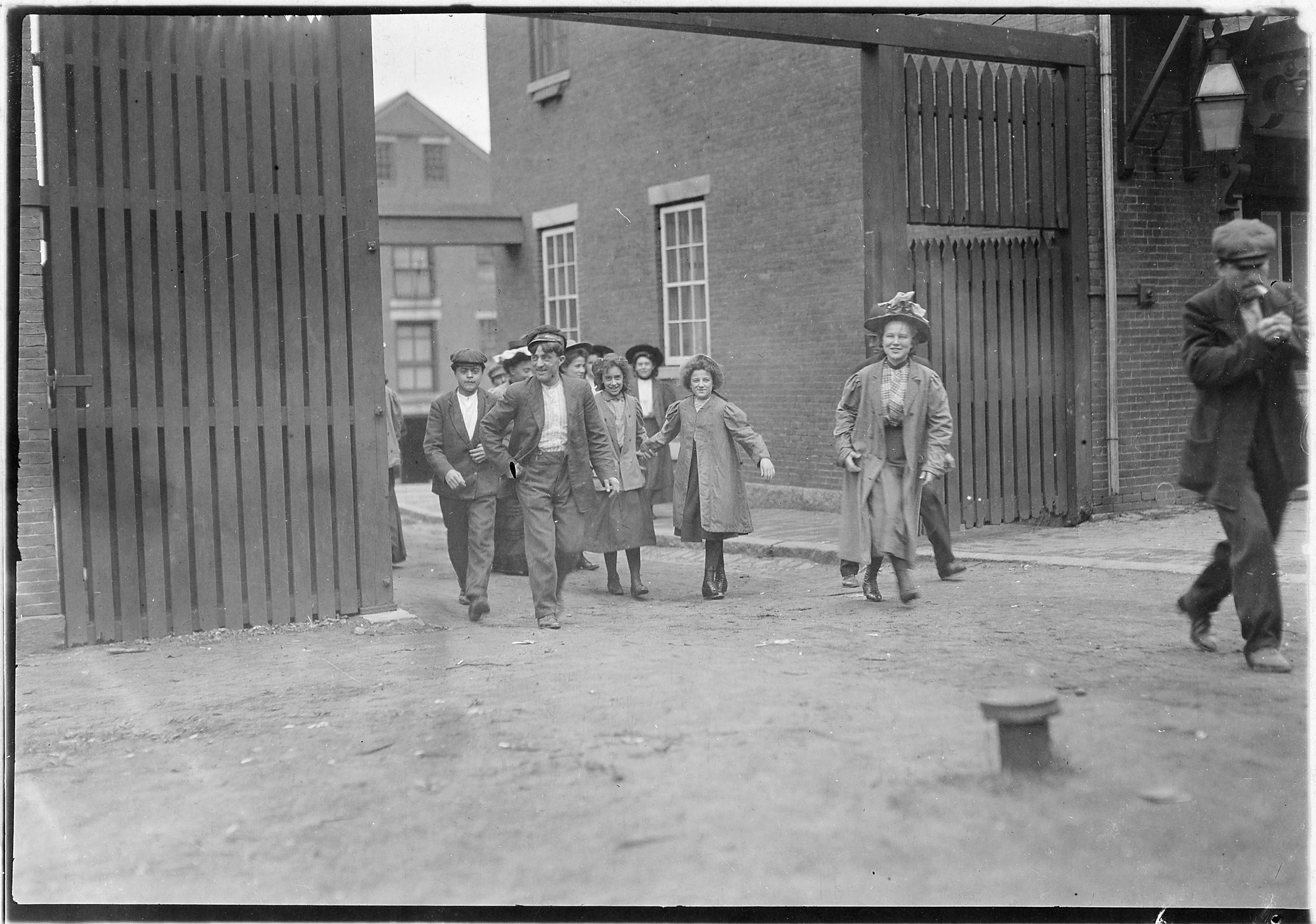
グレートフォールズ製造会社の少年労働者、1909年にルイス・ハイン撮影

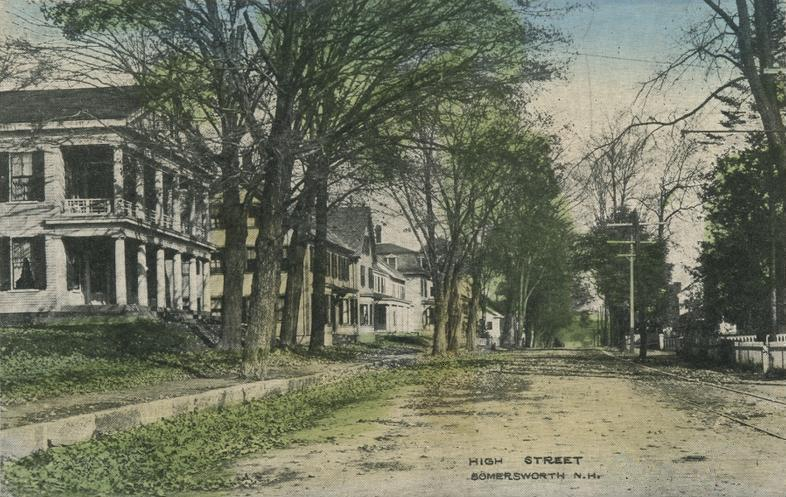
ハイ通り、1910年頃

サマーズワースはサーモンフォールズ川が1マイル (1.6 km) の間に100フィート (30 m) 降下する位置にあり、製粉所や製材所を初めとして初期の工業都市になった。1822年、マサチューセッツ州ボストンのアイザック・ウェンデルとジェイコブ・ウェンデル兄弟がグレート滝にあった製粉所を水利権と共に5,000ドルで購入した。兄弟は繊維製造のグレートフォールズ製造会社を設立し、紡績、綿織物と毛織物で工場が3つあり、「穴あけ、シャツ地、敷布」に特化した。19世紀を通じて漂白や染めのための広大なレンガ造り工場が川傍に建設された。ダムに付けられたゲイトハウスによって必要なだけ水を供給し、川と会社の運河に流す水量を調整し、それ自体が工場の下に送る門があった。水力が車輪やベルトを回し、工場の機械を動かした。商品はドーバーに荷車で送られていたが、1840年代初期には鉄道が開通した。
当初、橋を直接越えて来るメイン州バーリックの者を含む周辺農園から工場労働者が来ていた。多くは女性だった。しかし、労働需要が増すに連れて、アイルランドから、後にケベック州から移民が入ってくるようになった。会社が家族連れを雇用するためにレンガ造りのアパート長屋を貸した。家族の両親はもちろんその子供たちの多くも工場で働いたが、少年労働法が通過するとそれも難しくなった。労働者は余暇を楽しむために、オペラハウスや、ウィランド池の横にできたアミューズメントパークのセントラルパークで娯楽を見つけた。1870年代初期、ポーツマス・グレートフォールズ・アンド・コンウェイ鉄道がホワイト山地まで行楽列車を走らせた。電気路面鉄道が1890年に開通し、ヨークビーチまで電車で行けた。
20世紀に入ってニューイングランド地方の繊維産業は衰退していった。水力は新しい形態のエネルギーで置き換えられ、綿糸はそれが生産される場所でも製造でき、輸送費が抑えられた。労働力はアメリカ合衆国南部で安価であり、ニューハンプシャー州で工場の石炭や綿糸など原料に課される在庫税も南部では無かった。世界恐慌の時代に地域の多くの繊維会社を破産させ、土地の施設は靴製造に転用された。グレートフォールズ製造会社の大きな工場は、1980年代に他の用途に変えられた。ただし漂白工場は2003年11月の火災で焼失した。この火事はニューハンプシャー州とメイン州の合わせて23の消防署からの支援を要請するような大火事になった。ゼネラル・エレクトリック社がエネルギー事業のための最新式電力計を製造する工場を運営している。
サマーズワースの最盛期は工業時代だった。ドーバーやロチェスターなど隣接する大都市の陰に隠れることが多かったが、その繁栄した時代からのヴィクトリア朝建築を大量に保持している。「ザ・ヒル」と呼ばれる歴史地区内には特に古い時代の住居が残っており、改修されている。サマーズワースの市全体が今日では他の都市やポーツマス海軍造船所のためのベッドタウンになっている。しかしハイ通りのアッパーエンドは小売業の中心として発展しており、大型郊外店も出店している。

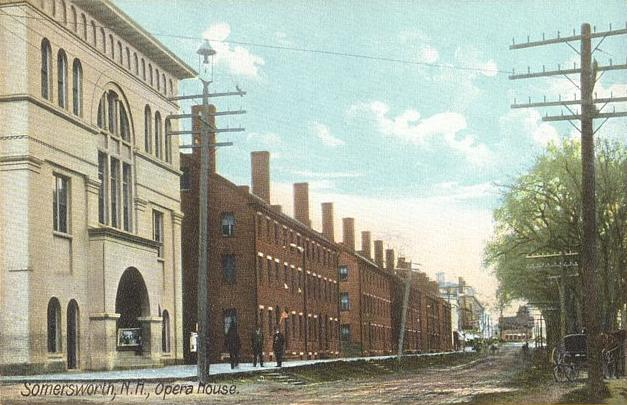
オペラハウス、1908年頃
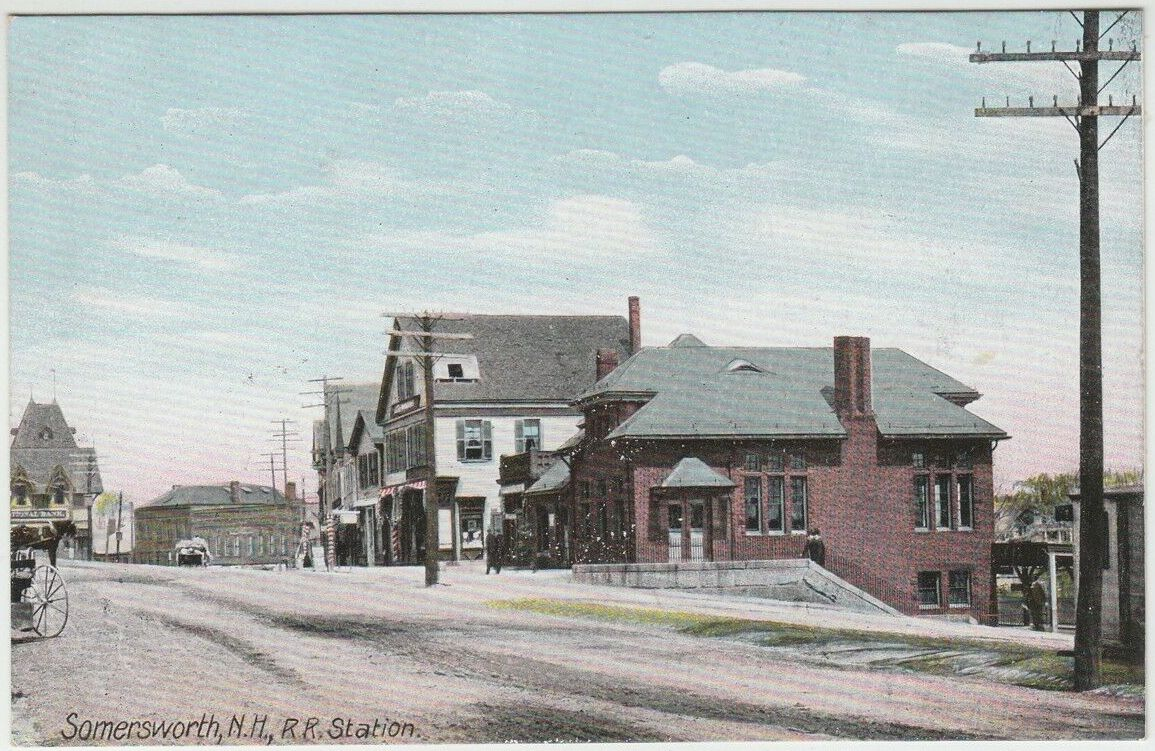
ボストン・アンド・メイン鉄道駅、1908年頃
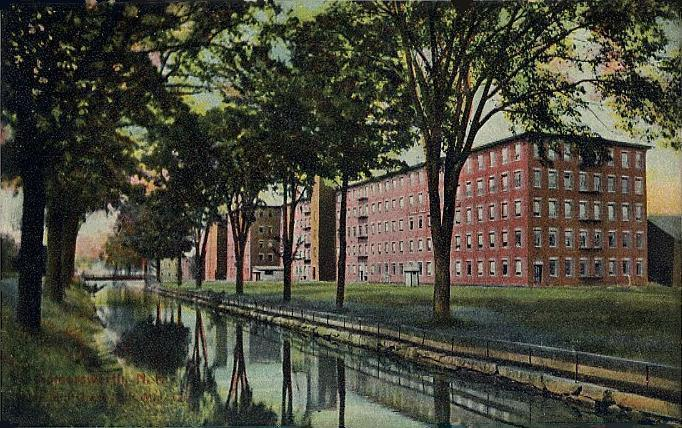
第1号工場、1906年頃
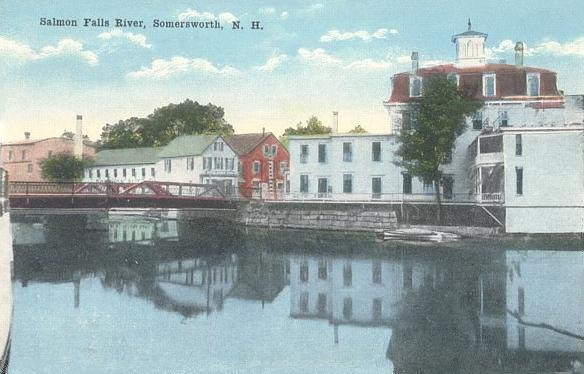
サーモンフォールズ川、1915年頃、メイン州バーリック方面を望む
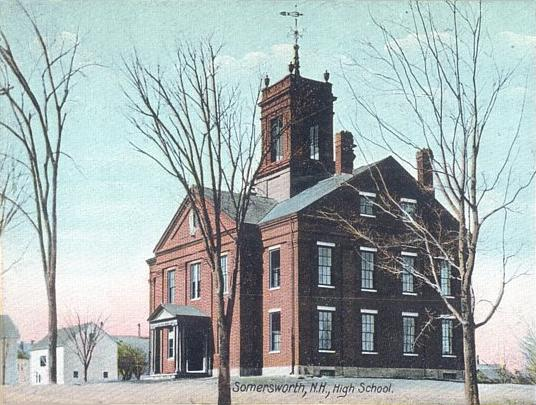
高校の旧校舎、1850年開校

## 地理
サマーズワース市は北緯43度15分14秒 西経70度52分32秒 / 北緯43.25389度 西経70.87556度 (43.253783, -70.875499)に位置している。
アメリカ合衆国国勢調査局に拠れば、市域全面積は10.0平方マイル (25.9 km2)であり、このうち陸地9.8平方マイル (25.4 km2)、水域は0.2平方マイル (0.5 km2)で水域率は2.30%である。市内にはサーモンフォールズ川が流れている。市内最高地点は市中心の西に立ち上がるプロスペクトヒルであり、そこに貯水池が造られている。この丘の標高は約310フィート (94 m) である。
ニューハンプシャー州道9号線（ハイ通り）が市内の幹線道であり、北はメイン州バーリックに、南はドーバー市に通じている。州道108号線が市の西部を通っており、北西のロチェスターと南のドーバーを繋いでいる。州道236号線（ウェストハイ通り）は中心街を西に出て州道108号線に繋いでいる。
サマーズワースの南はロリンズフォードに、南西はドーバー市に、北西はロチェスター市に接し、北東はサーモンフォールズ川の向こうにメイン州バーリックがある。

## 人口動態
以下は2000年の国勢調査による人口統計データである。
| 基礎データ - 人口: 11,477 人 - 世帯数: 4,687 世帯 - 家族数: 3,079 家族 - 人口密度: 453.1人/km2（1,173.4 人/mi2） - 住居数: 4,841 軒 - 住居密度: 191.1軒/km2（494.9 軒/mi2） 人種別人口構成 - 白人: 96.17% - アフリカン・アメリカン: 0.58% - ネイティブ・アメリカン: 0.19% - アジア人: 0.96% - 太平洋諸島系: 0.01% - その他の人種: 0.59% - 混血: 1.51% - ヒスパニック・ラテン系: 1.61% | 年齢別人口構成 - 18歳未満: 26.3% - 18-24歳: 8.1% - 25-44歳: 33.4% - 45-64歳: 20.6% - 65歳以上: 12.0% - 年齢の中央値: 35歳 - 性比（女性100人あたり男性の人口） - 総人口: 92.7 - 18歳以上: 89.4 世帯と家族（対世帯数） - 18歳未満の子供がいる: 33.7% - 結婚・同居している夫婦: 47.5% - 未婚・離婚・死別女性が世帯主: 13.8% - 非家族世帯: 34.3% - 単身世帯: 26.9% - 65歳以上の老人1人暮らし: 9.5% - 平均構成人数 - 世帯: 2.44人 - 家族: 2.95人 | 収入と家計 - 収入の中央値 - 世帯: 42,739米ドル - 家族: 47,933米ドル - 性別 - 男性: 36,585米ドル - 女性: 25,804米ドル - 人口1人あたり収入: 19,592米ドル - 貧困線以下 - 対人口: 8.8% - 対家族数: 6.3% - 18歳未満: 10.9% - 65歳以上: 9.0% |

## 教育
サマーズワース教育学区には、サマーズワース高校（9年生から12年生）、サマーズワース中学校（6年生から8年生）、アイドルハーストとメイプルウッドの2つの小学校で構成されている。
サマーズワース最初の高校は1850年に開校した。1927年、同じ場所にヒルトップ学校が建設され、最初の高校に置き換わった。その学校は後に小学校に転用された。
1999年、ニューハンプシャー州消防保安官から、ヒルトップ学校に多くの消防法違反が指摘され、サマーズワース市は3年間の猶予期間を貰った。教育学区はその猶予期間中に多くの法令違反に対処できなかったにも拘わらず、当初の3年間を過ぎても猶予が延長され続けた。2007年8月、市が2006年11月に警告された法令違反を無視したために、州消防保安官によってこの学校の上層階が閉鎖された。この上層階の閉鎖は、夏季休暇が終わって地区の生徒が戻って来る数週間前のことだった。このために新学期の授業開始が2週間以上遅れた。移動教室3つが導入された。生徒たちは下層2階分の教室と移動教室を使っている。
2007年春、サマーズワース教育委員会はヒルトップ学校に代わる新しい学校の建設を決めた。2009年2月17日、市政委員会は新小学校建設のために1,990万ドルの債券発行を承認した。新学校はアイドルハーストと名付けられ、2011年から2012年の教育年度に開校した。

## 著名な出身者
- ジョン・サリバン、アメリカ独立戦争期大陸軍の将軍、大陸会議代議員

## 見どころ
- サマーズワース歴史協会博物館